# ヴィジョナリイ
『ヴィジョナリイ』（VISIONARY）は、遊人による日本の成人向け漫画作品である。および原作を基にしたアダルトアニメである。

## 書誌情報
- 『ヴィジョナリイ 1』 1994年7月9日発売 ISBN 4-88332-006-5
- 『ヴィジョナリイ 2』 1994年8月8日発売 ISBN 4-88332-010-3
- 『ヴィジョナリイ 3』 1994年9月5日発売 ISBN 4-88332-013-8
- 『ヴィジョナリイ 4』 1994年10月9日発売 ISBN 4-88332-016-2
- 『ヴィジョナリイ 5』 1994年11月7日発売 ISBN 4-88332-019-7
- 『ヴィジョナリイ 6』 1994年12月9日発売 ISBN 4-88332-021-9
- 『ヴィジョナリイ 7』 1995年1月8日発売 ISBN 4-88332-023-5
- 『ヴィジョナリイ 8』 1995年2月13日発売 ISBN 4-88332-027-8
- 『ヴィジョナリイ 9』 1995年3月13日発売 ISBN 4-88332-030-8
- 『ヴィジョナリイ 10』 1995年4月15日発売 ISBN 4-88332-033-2

## アダルトアニメ

### キャスト
- ドレーモン：こおろぎさとみ
- うじ太：山口勝平
- 奥寺麗子：かないみか
- さゆり：松井菜桜子
- かおり：武政弘子
- 大魔人：塩屋浩三
- たぬ夫：岡野浩介
- ひかる：松本コンチータ

### スタッフ
- 原作：遊人
- 監督：小暮輝夫/槙村諒[1・2]、北川太一[3]
- 製作：長谷川繁幸
- 脚本：安藤豊弘[1・2]、沙賀諒[3]
- 総作画監督・キャラクターデザイン：小林一三[1]、吉田潤[2・3]
- 美術監督：長尾仁
- 音楽：田中英行

### 映像ソフト
- 『ヴィジョナリィ by 遊人 ～あなたの夢かなえます～』 1995年8月25日発売 VHS:HOS-3005
- 『ヴィジョナリィ2 by 遊人 ～女子校生は超エッチ～』 1996年2月21日発売 VHS:YNGY-751
- 『ヴィジョナリィ3 by 遊人 ～美少女バンパイア伝説～』 1996年4月21日発売 VHS:YNGV-752
- 『ヴィジョナリィ 第1作～第3作完全版』 2006年9月27日発売 DVD:MIND-2033
  - 「あなたの夢かなえます」・「女子校生は超エッチ」・「美少女ヴァンパイア伝説」の全3作を収録した完全版。